# Jump They Say
Singles de David Bowie
Real Cool World
(août 1992) Black Tie White Noise
(juin 1993)
Jump They Say est une chanson de David Bowie parue en 1993 sur l'album Black Tie White Noise. Premier single tiré de l'album, elle se classe 9e au Royaume-Uni – la première apparition de Bowie dans le Top 10 britannique depuis Absolute Beginners (1986) et l'avant-dernière avant Where Are We Now? en 2013.
Les paroles de Bowie s'inspirent de l'histoire de son demi-frère schizophrène Terry, qui s'est suicidé en 1985 après avoir passé quinze ans dans diverses institutions spécialisées.
Le clip de la chanson est réalisé par Mark Romanek. Bowie y interprète un homme d'affaires aliéné parmi ses collègues, qui mènent des expériences sur lui et le poussent au suicide. Des scènes font référence à Alphaville de Jean-Luc Godard, à La Jetée de Chris Marker et au Procès d'Orson Welles.

## Musiciens
- David Bowie : chant, saxophone
- Nile Rodgers : guitare
- Barry Campbell : basse
- Sterling Campbell : batterie
- Richard Hilton : claviers
- Lester Bowie : trompette